# 坤布冰河
坤布冰河（英語：Khumbu Glacier）是尼泊爾索盧坤布縣的一條高山冰川，發源自世界最高峰聖母峰與第四高峰洛子峰之山塊，源流海拔約7600公尺，冰河末端海拔則有約4900公尺，是世界海拔最高的冰河。冰河河岸為聖母峰基地營之所在，上游的西冰斗是由基地營通往聖母峰與洛子峰的主要攀登路線之一。
在21世紀時受到全球暖化危機影響，坤布冰河的融冰池塘面積不斷地擴大，冰塊的溫度較前亦有升高。

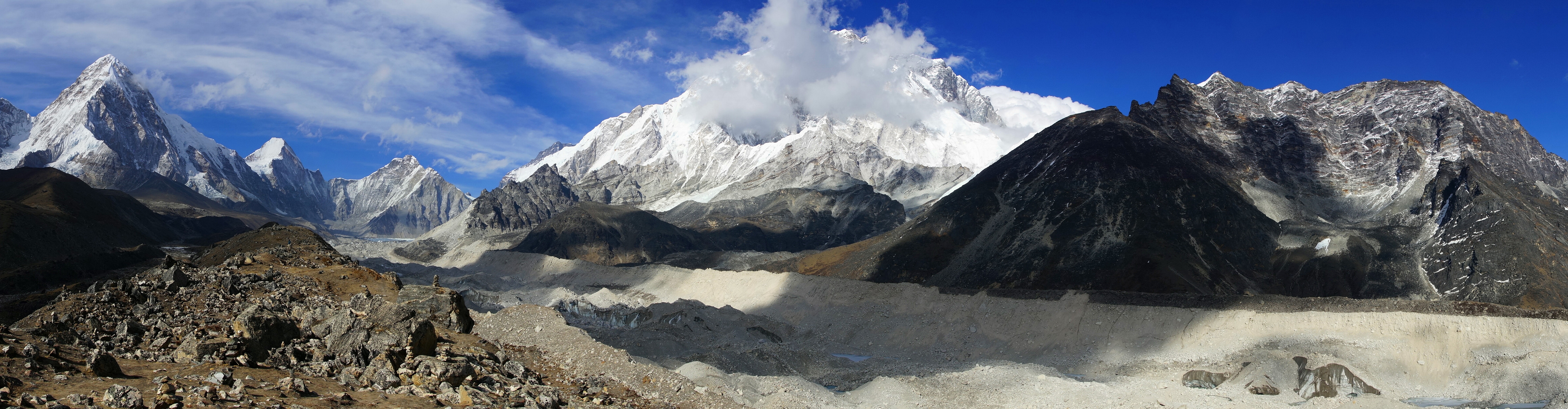
自羅布崎眺望坤布冰河

## 資料來源
1. ↑  Nepa Maps (Pvt.Ldt. ), NE517: Everest Base Camp & Gokyo, Kathmandu, Nepal, 2013
2. ↑  .   [2008-11-24]. （原始内容存档于2011-06-07）.
3. ↑  .   [2010-05-29]. （原始内容存档于2011-07-07）.
4. ↑  納文·辛格·卡達. . BBC 中文網. 2019-03-26  [2019-05-29]. （原始内容存档于2019-05-27） （中文）.

27°58′N 86°50′E / 27.967°N 86.833°E